# 特赖森
特賴森（德語：Traisen）是奥地利下奥地利州利林费尔德县的一个市镇。总面积6.79平方公里，总人口3704人，人口密度545.5人/平方公里（2005年）。